# 阿爾比斯山脈
47°17′N 8°30′E / 47.283°N 8.500°E

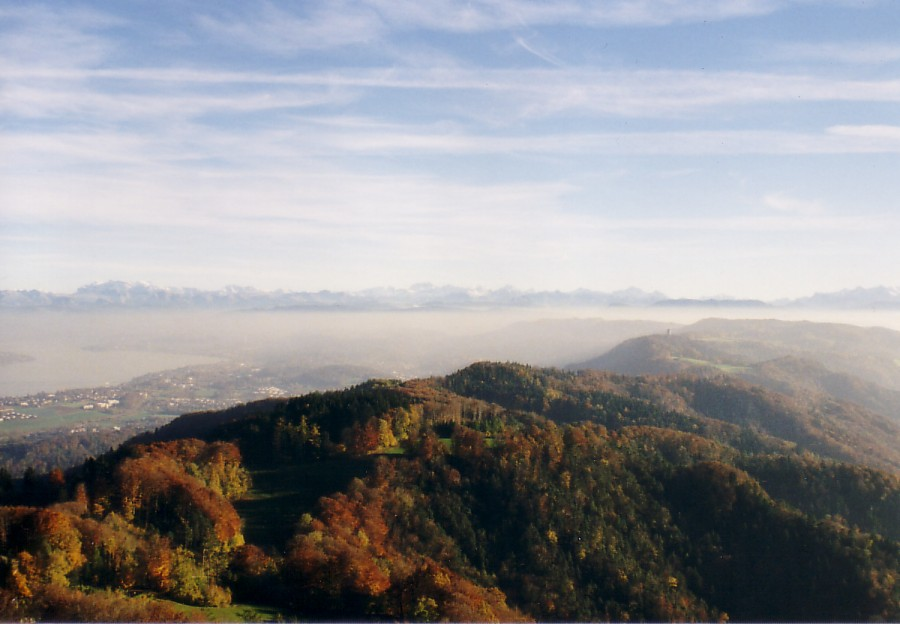

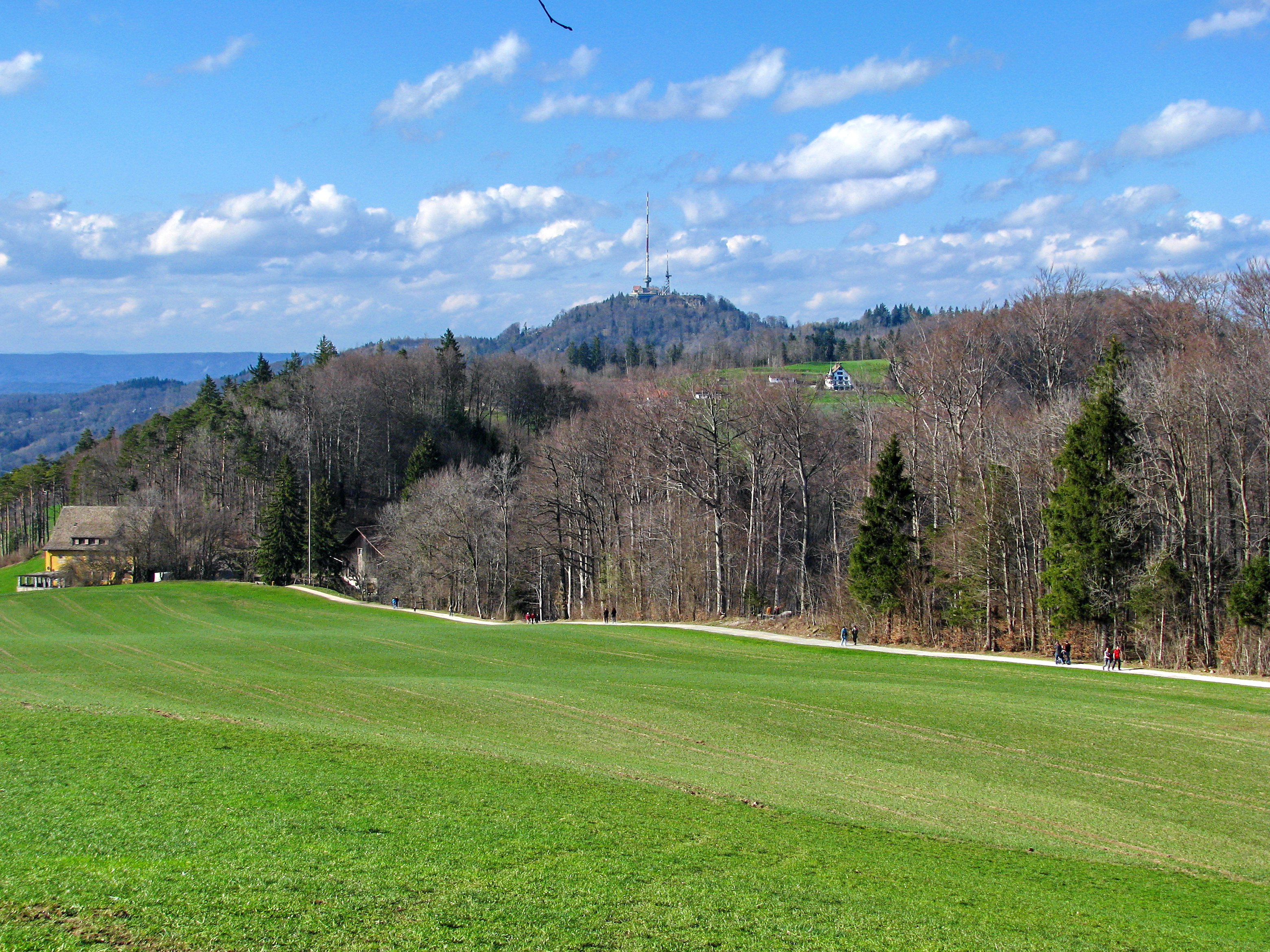

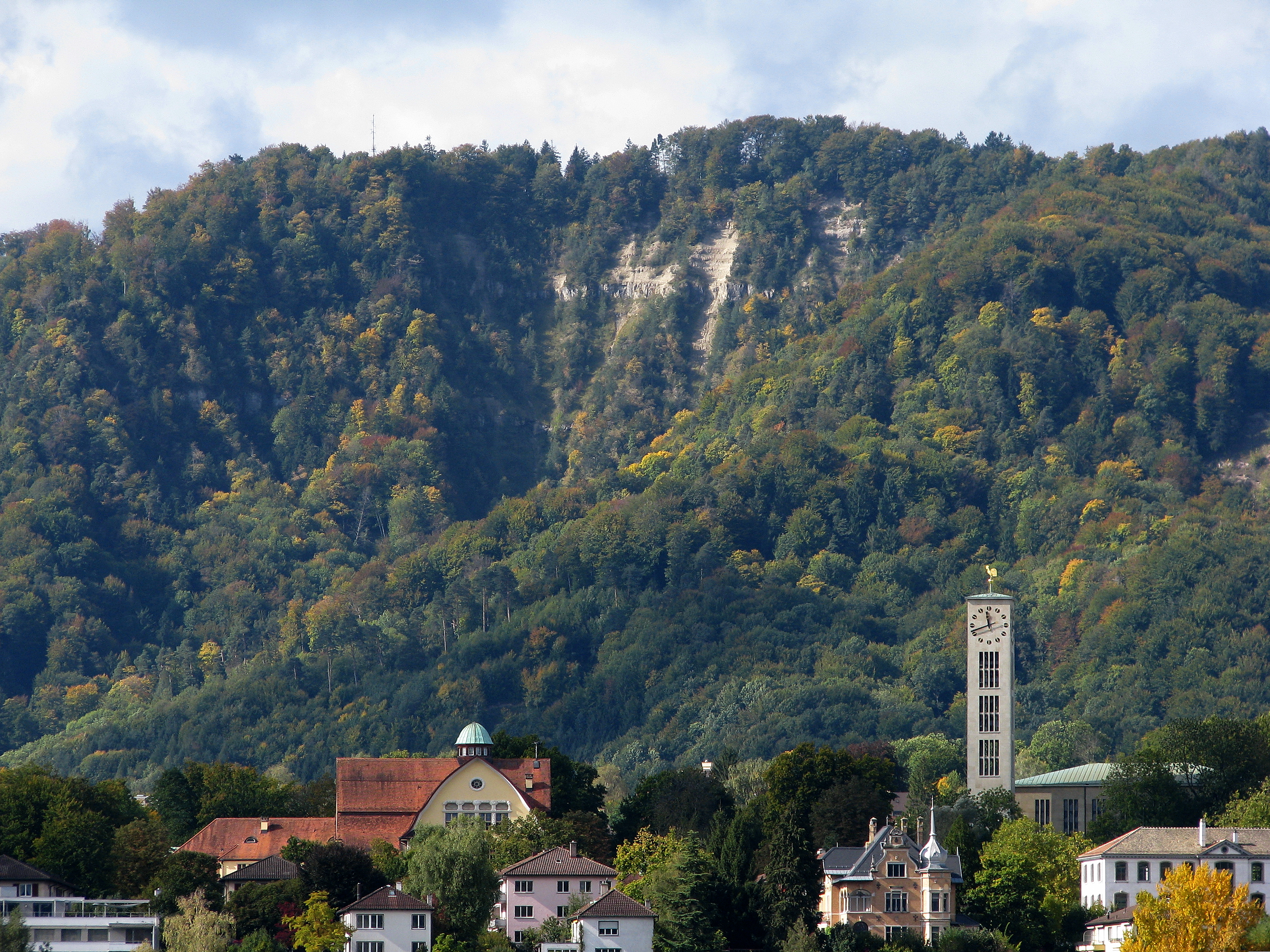

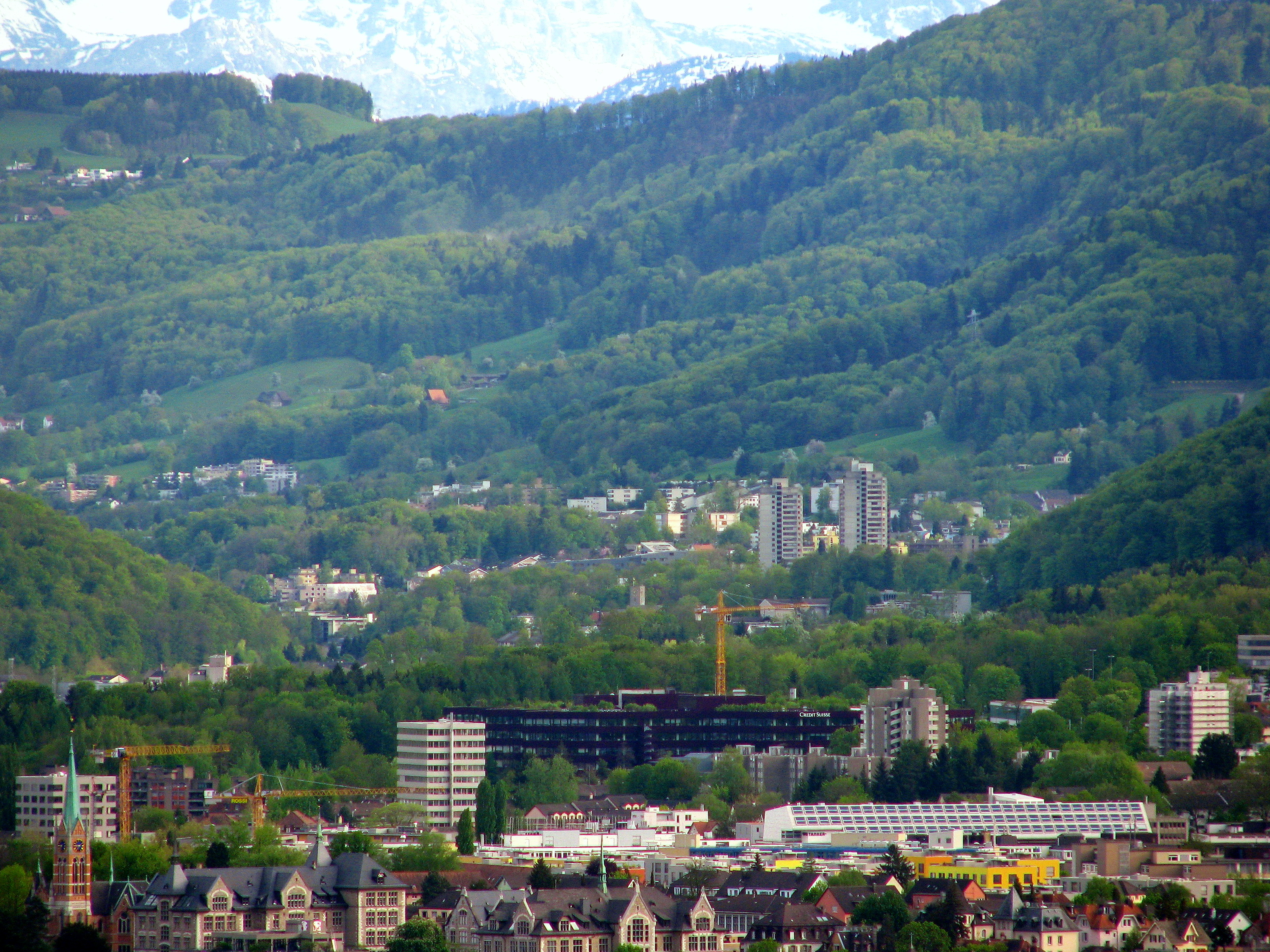

阿爾比斯山脈（德語：Albis）是瑞士苏黎世州的山脈，位於該國東北部，全長19公里，最高點為海拔高度915米，每年平均降雨量1,869毫米。